# Coloradoa brevipilosa
Coloradoa brevipilosa är en insektsart. Coloradoa brevipilosa ingår i släktet Coloradoa och familjen långrörsbladlöss. Inga underarter finns listade i Catalogue of Life.